# كانديس دالي
كانديس دالي (بالإنجليزية: Candice Daly)‏ هي ممثلة أمريكية، ولدت في 4 يناير 1963 بلوس أنجلوس في الولايات المتحدة، وتوفيت بنفس المكان في 14 ديسمبر 2004.

## وصلات خارجية
- كانديس دالي على موقع IMDb (الإنجليزية)
- كانديس دالي على موقع أول موفي (الإنجليزية)
- كانديس دالي على موقع قاعدة بيانات الفيلم (الإنجليزية)